# Smārdes pagasts
Smārdes pagasts er en territorial enhed i Engures novads i Letland. Pagasten havde 2.830 indbyggere i 2010 og 2.728 indbyggere i 2016 og omfatter et areal på 214,70 kvadratkilometer. Hovedbyen i pagasten er Smārde.